# Washington Huskies
Washington Huskies – nazwa drużyn sportowych University of Washington w Seattle, biorących udział w akademickich rozgrywkach w Big Ten Conference, organizowanych przez National Collegiate Athletic Association. 

## Sekcje sportowe uczelni
| Mężczyźni - baseball - bieg przełajowy - futbol amerykański - golf - koszykówka - lekkoatletyka - piłka nożna - tenis - wioślarstwo | Kobiety - bieg przełajowy (1) - gimnastyka artystyczna - golf - koszykówka - lekkoatletyka - piłka nożna - siatkówka (1) - siatkówka plażowa - softball (1) - tenis - wioślarstwo (3) |

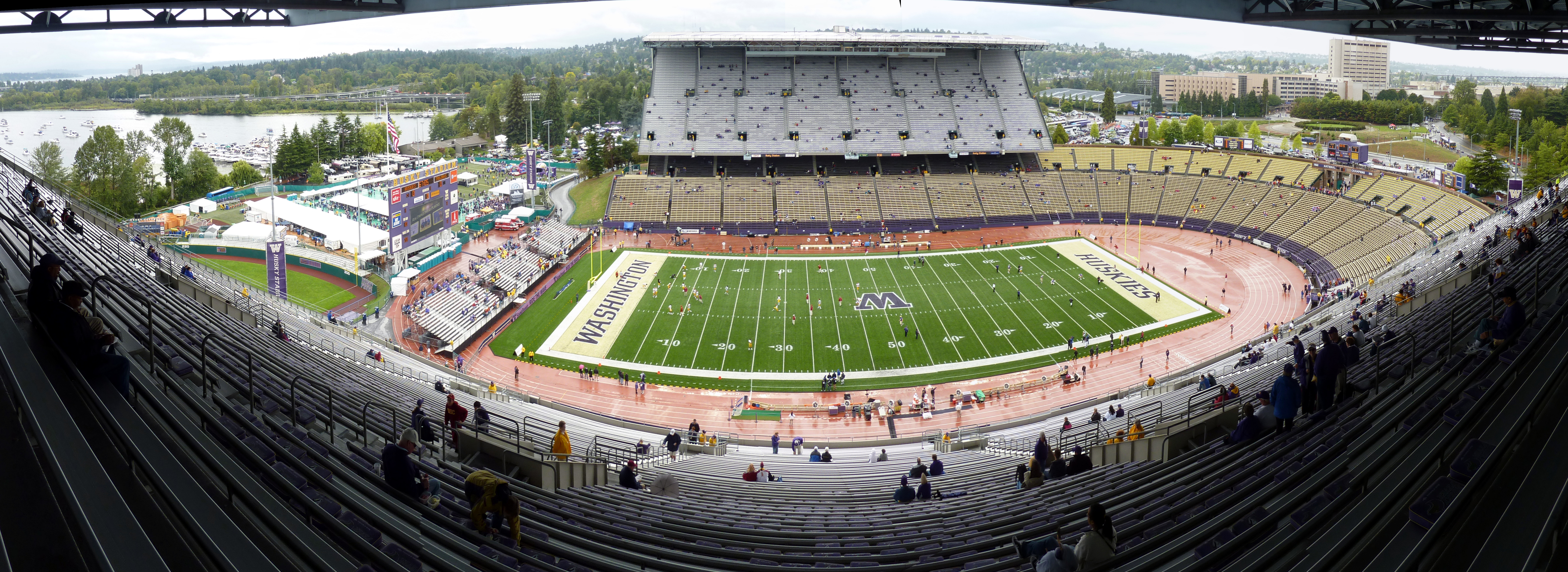
Husky Stadium.

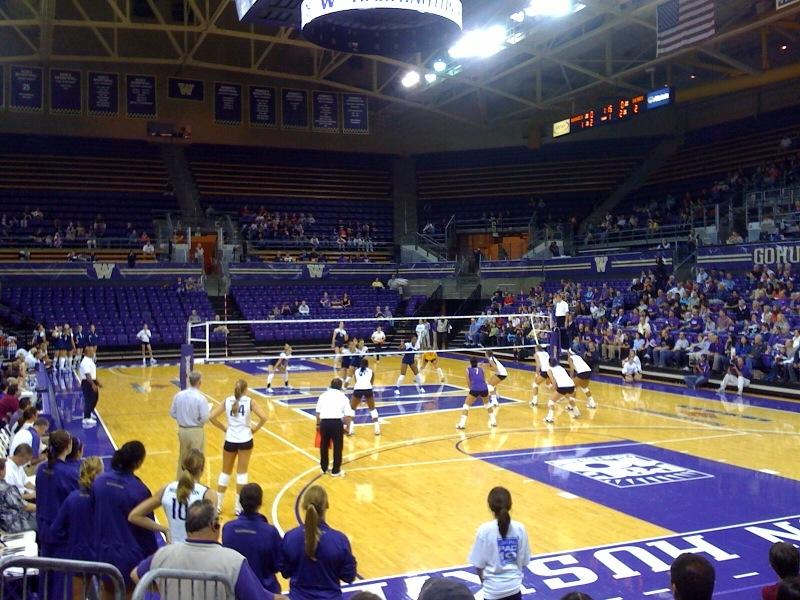
Hec Edmundson Pavilion

- W nawiasie podano liczbę tytułów mistrzowskich NCAA (stan na 1 lipca 2015)[1]

## Obiekty sportowe
- Husky Stadium – stadion drużyny futbolowej o pojemności 70 138 miejsc[2]
- Hec Edmundson Pavilion – hala sportowa o pojemności 10 000 miejsc, w której odbywają się mecze koszykówki i siatkówki[3]
- Husky Ballpark – stadion baseballowy o pojemności 2200 miejsc[4]